# Weidtmann (Orgelbauerfamilie)
Die Familie Weidtmann aus Ratingen war eine Orgelbauerfamilie, die von 1675 bis 1760 in drei Generationen im Rheinland, in Westfalen und in den Niederlanden Orgeln baute und renovierte. Sie waren die ersten evangelischen Orgelbauer im Rheinland und, neben der Familie Alberti aus Hattingen und ab 1640 Dortmund, die wichtigste Orgelbauerfamilie ihrer Zeit im rechtsrheinischen Land und im Ruhrgebiet.
Peter Weidtmann d. Ä. wurde am 15. Mai 1647 in Doveren am Niederrhein geboren. Er kam 1675 nach Ratingen, wo er heiratete, und wurde dort 1679 als Bürger aufgenommen und später auch Ratsmitglied. Er betrieb dort seine Werkstatt, die vor allem für die reformierten und lutherischen Kirchen am Niederrhein und im Bergischen Land, aber auch in den Niederlanden arbeitete, und starb dort am 23. Mai 1715.
Sein Sohn Thomas Weidtmann (1675–1745), der im Alter von 18 Jahren Organist an der von seinem Vater 1694 erbauten Orgel der Neanderkirche in Düsseldorf geworden war, führte den Betrieb weiter.
Thomas Weidtmanns Söhne Peter Weidtmann d. J. (1698–1753) und Johann Wilhelm Weidtmann (1705–1760) bildeten die dritte Generation von Weidtmann-Orgelbauern.
Die Weidtmanns waren weithin bekannt und nahmen auch andere angehende Orgelbauer als Lehrlinge und Gesellen an; so erlernte u. a. Johann Henrich Kleine den Beruf in den Jahren 1713 bis 1721 bei Peter Weidtmann d. Ä. und Thomas Weidtmann.

## Werke (Auswahl)
Kursivschreibung gibt an, dass die Orgel nicht oder nur noch das historische Gehäuse erhalten ist. In der fünften Spalte bezeichnet die römische Zahl die Anzahl der Manuale, ein großes „P“ ein selbstständiges Pedal, ein kleines „p“ ein nur angehängtes Pedal. Die arabische Zahl gibt die Anzahl der klingenden Register an. Die letzte Spalte bietet Angaben zum Erhaltungszustand oder zu Besonderheiten.
| Jahr      | Ort                    | Gebäude                                       | Bild                         | Manuale | Register | Bemerkungen |
| --------- | ---------------------- | --------------------------------------------- | ---------------------------- | ------- | -------- | --- |
| 1680      | Orsoy                  | evangelische Kirche                           | Die Weidtmann-Orgel in Orsoy | I/p     | 5        | Peter Weidtmann d. Ä.; 1855 erweitert; ursprünglicher Holzprospekt bis heute erhalten. |
| 1680      | Zoutelande (seit 1951) | Catharinakerk                                 |                              | I/p     | 7        | Peter Weidtmann d. Ä.; vermutlich um 1680 für eine Klosterkirche in Limburg erbaut, 1718 nach Heerlen versetzt, dort 1722 und 1838 repariert. Als die Kirche in Heerlen 1932 geschlossen wurde, kaufte der Orgelbauer D. Hendrikse aus Haarlem die Orgel, ließ sie reparieren und verkaufte sie 1950 nach Zoutelande, wo sie 1951 aufgestellt wurde. 2015 erfolgte ihr Verkauf an Orgelbauer Anton Škrabl/Slowenien. |
| 1683      | Krefeld-Hüls           | Konventskirche des Frauenklosters St. Cäcilia |                              | I       | 8        | Peter Weidtmann d. Ä.; nicht erhalten |
| 1688      | Langenberg (Rheinland) | Alte Kirche                                   |                              |         |          | Peter Weidtmann d. Ä.; nicht erhalten |
| 1694      | Düsseldorf             | Neanderkirche                                 |                              | I/p     | 11       | Peter Weidtmann d. Ä.; 1853 Neubau durch Adolph Ibach |
| 1696      | Düsseldorf             | Berger Kirche                                 |                              |         |          | Peter Weidtmann d. Ä.; 1765/1766 verkauft |
| 1696      | Volberg                | Evangelische Kirche Volberg (seit 1798)       |                              | I       | 8        | Peter Weidtmann d. Ä.; 1696 gebaut, 1789 hier eingebaut |
| Um 1700   | Paderborn              | Kapuzinerkirche                               |                              |         |          | Peter Weidtmann d. Ä.; Gehäuse erhalten |
| Um 1700   | Hilversum              | lutherische Kirche                            |                              | I/p     | 7        | Peter Weidtmann d. Ä.; Vorgeschichte teilweise im Dunkeln, um 1850 in Roermund ‘t Sand, 1906 versetzt in die Kapelle St. Aloysiusgesticht in Amsterdam, 1942 in die Kirche der Vrijzinnig Hervormden in Hilversum, 1970 verkauft an die lutherische Gemeinde Hilversum, in den 1980er Jahren restauriert. |
| 1703      | Dinslaken              | katholische Pfarrkirche Sankt Vincentius      |                              |         |          | Peter Weidtmann d. Ä.; 1927 ersetzt |
| 1705/1706 | Wülfrath               | evangelische Stadtkirche                      |                              | I/p     |          | Peter Weidtmann d. Ä.; Gehäuse und Windkanalwerk erhalten |
| 1710      | Buer                   | Propsteikirche St. Urbanus                    |                              |         |          | Peter Weidtmann d. Ä.; 1877 nach Thenhoven verkauft, Prospekt dort in der 1866 erbauten Kirche St. Johann Baptist eingebaut. |
| um 1713   | Wermelskirchen         | evangelische Stadtkirche                      |                              |         |          | Peter Weidtmann d. Ä. oder Thomas Weidtmann; Prospekt erhalten |
| 1715      | Radevormwald           | reformierte Kirche                            |                              |         |          | Thomas Weidtmann; beim Stadtbrand 1802 zerstört |
| 1726/1727 | Lindlar                | katholische Kirche                            |                              | I       | 13       | Thomas Weidtmann |
| 1731/1732 | Hoerstgen              | Evangelische Kirche                           |                              | I/p     | 11       | Thomas Weidtmann; 1854 Umbau durch Bernhard Tibus; 1971 Restaurierung und Rückbau durch Ahrend & Brunzema; erhalten |
| 1732      | Menzelen               | katholische Pfarrkirche St. Walburgis         |                              | I       | 6        | Thomas Weidtmann; Gehäuse erhalten |
| 1735/1736 | Ratingen               | evangelische Stadtkirche                      |                              | I       | 12       | Thomas und Peter Weidtmann d. J.; 1972 verbrannt und 1973 rekonstruiert |
| 1738      | Düsseldorf-Angermund   | katholische Kirche St. Agnes                  |                              |         |          | Thomas Weidtman; 1933 ersetzt |
| 1743      | Maastricht             | Wallonische Kirche                            |                              | I/p     | 11       | Thomas Weidtman, im Gehäuse von 1664; 1964 Restaurierung durch Van Vulpen aus Utrecht |
| 1744      | Nieuwdorp (seit 1943)  | ehem. Reformierte Kirche                      |                              | I       | 8        | Peter Weidtmann d. J; 1943 nach Nieuwdorp versetzt, 1953/1954 repariert, 1979 restauriert; zuvor seit 1929 in der kath. Kirche von Lewedorp, davor in der Protestantse Kerk (Aagtekerke) in Aagtekerke und ursprünglich möglicherweise in Middelburg. |
| 1744      | Meliskerke             | Odulphuskerk                                  |                              | I       | 8        | Peter Weidtmann d. J.; 1744 als Hausorgel erbaut, zu Beginn des 20. Jahrhunderts nach Meliskerke verkauft. |
| 1746/1747 | Vluyn                  | evangelische Dorfkirche                       |                              | I       | 11       | Peter Weidtmann d. J.; 1863 an die katholische Pfarrei St. Thomas in Stenden verkauft, dort noch heute nach Umsetzung 1903 in die neuerbaute St.-Thomas-Kirche („Stendener Dom“) erhalten. |
| 1749/1754 | Kettwig                | Marktkirche                                   |                              | I       | 7        | Peter Weidtmann d. J. und Johann Wilhelm Weidtmann; Rokokogehäuse im Originalzustand erhalten |